# 新見
新見（にいみ）は、岡山県新見市にある大字である。同市の市役所所在地。旧新見市においても市役所所在地であった。かつての阿賀郡新見村（にいみそん）に相当する。古くは下市（しもいち）と称した。
近世においては関氏新見藩の陣屋町として、また高梁川の高瀬舟の発着点となる川港町として栄えた。
郵便番号は〒718-0011（新見郵便局管区）。

## 概要
市の中心地区で新見盆地の中央に位置している。高梁川の東岸の平地に市街があり、平地の東方は山地となっている。山手には旧陣屋町の一部をのこしている。川に沿うように平地部に南北に長く市街が形成され、また、地区の北部では北東から南東へ向かい熊谷川流れ、当地の北西で高梁川と合流する。つまり、両河川の合流点に当地が存在している。
船川八幡神社、曹洞宗安養寺、同養源寺、同西来寺、同雲居寺、真言宗青龍寺、同古祥寺、日蓮宗泉福寺等の社寺、特に寺院が多い。また、檜崎利景の居城とされる鳶ヶ巣山城跡、関氏の政庁であった新見陣屋跡が城山公園や新見市立思誠小学校などに残る。
また昔からの町並は、町筋などに昔の陣屋町の趣を残し、御殿町付近や三味線横丁あたりなど一部では古い建造物も残っており、御殿町センターを拠点に「新見御殿町」として町並保存を行う機運もある。
なお、新見駅は旧上市村域内になる西方地区にある。

## 沿革

### 歴史
古代においては、備中国哲多郡新美郷（新見郷）の一部であったとされる。詳細は分からないが、後の時代に阿賀郡（英賀郡）へ移管された。
古代後期から中世には、吉備地方有数の荘園で「たまがき書状」などで知られる新見庄の一部となり、平安時代頃は最勝光院領、鎌倉時代以降は京都の東寺領となった。
もと阿賀郡下市村といい、はやくから山陰往来の宿場・市場として家並をつくったが、近世に入ると承応元年（1652年）、高梁川の高瀬舟が新見まで通うようになり、水運の基点としても栄えた。 所有する船株20、新見から松山（高梁）までを上下する決まりで、30石積みの船が主であった。
しばらく幕府領として松山代官の支配に属していたが、元禄10年、関長治が1万8千石の領主として現在の城山（じょうやま）に居館を構え、南麓に侍屋敷町を設け、町筋を整備した。このとき下市村を改めて新見村とし、関氏の治める藩を新見藩と称することとした。古い郷名の新見（爾比美）を復活したものである。村高1,196石3斗9升と『備中村鑑』にある。
1889年（明治22年）月1日、阿賀郡新見・馬塚・高尾の3村が合併して村制を施行、新見村と称し村役場を新見に置く。1896年（明治29年）2月26日、町制を実施して新見町になる。 1900年（明治33年）3月、阿賀・哲多の両郡を統一して阿哲郡とし、郡役所を新見に設ける。これにともない政治、産業、教育などの諸施設がこの地に集まり、備北地方の中心地として発展した。
1954年（昭和29年）6月1日、同郡上市町など7町村と合併して新見市をつくり、市役所を新見に置く。米、麦、目男、炭酸カルシウムなどを主要産物とした。翌年阿哲郡千屋村を合併。
倉敷から新見を経て米子に至る伯備線の全通したのは1928年（昭和3年）10月で、1935年（昭和10年）12月には新見 - 広島間の芸備線が全通米、1936年（昭和11年）4月には姫路から津山を経て新見に至る姫新線が全通した。なお、鉄道路線は、隣接地区の境界付近を通り、当地は通過しておらず、新見駅は当地ではなく北西対岸の西方地区に置かれた。しかし、新見とその近接地は伯備・芸備両・姫新3線を十字に結ぶ交通の要衝を占め、産業・経済面で発展をすることになるが、同時に長年親しまれた高梁川の高瀬舟は昭和のはじめ姿を消し、人力車も荷馬車も見られなくなった。
2005年（平成17年）3月に周辺町村と合体合併、新たなる新見市を新設している。

### 地名の由来
当地を含む周辺にあったとされる古代の郷、新美郷（新見郷）に由来。前述の通り、江戸時代の元禄10年に関長治が領主として陣屋を構えたときに、下市村から改称させた。
下市は、前述の通り山陰への街道の要衝で、市が立つなど沿線に町並ができ、高梁川の上流側の町を上市（現 同市上市）、それに対し当地は下流にあるので下市と呼び分けたことによる。

### 年表
| 年月日          | 出来事 | 備考 |
| --------------- | --- | ---- |
| 江戸時代初期    | 徳川幕府直轄領となり、松山の備中代官の管轄となる。                                                                                   |      |
| 元禄10年        | 関長治が新見陣屋を構え、新見藩を立藩。同藩領となる。                                                                                 |      |
| 明治22年6月1日  | 町村制施行により、阿賀郡新見・馬塚・高尾の3村が合併して新見村が成立。村役場を新見に置く。                                            |      |
| 明治29年6月1日  | 町制を実施し、同郡新見町へ改称。 |      |
| 明治33年4月1日  | 阿賀郡・哲多郡が統合されて阿哲郡となり、郡役所が新見に置かれる。                                                                     |      |
| 昭和29年6月1日  | 阿哲郡新見町・上市村・石蟹郷村・美穀村・草間村・熊谷村・豊永村・菅生村が合併し市制施行、新見市（旧）となり、新見に市役所が置かれる。 |      |
| 平成17年3月31日 | 旧・新見市、阿哲郡哲多町・哲西町・大佐町・神郷町の1市4町が合併、新しい新見市を新設。旧新見市役所が新新見市役所となる。               |      |

## 地勢
山岳
- 城山（諏訪山）
- 鳶ヶ巣山
- 黒髪山

河川
- 高梁川
  - 熊谷川

## 行事
- 土下座まつり - 10月
- 宵宮祭（船川八幡宮秋季大祭湯立神事） - 10月

## 主要施設
公的施設
- 新見市役所
  - 分庁
- 新見市社会福祉協議会
- まなび広場にいみ
- 新見市消防本部
- 新見税務署
- 新見労働基準監督署
- 御殿町センター
- 城山体育館
- 岡山理法裁判所新見支部
- 新見シルバー人材センター
- 市営斎場明月苑

教育施設
- 岡山県立新見高等学校
  - 同北校地
- 新見市立思誠小学校
- 新見市立新見幼稚園
- 岡山県立共生高等学校
- 新見市立新見図書館

医療・福祉施設
- たんぽぽ保育園
- 新見子育て広場
- 新見保健所
- 新見中央病院
- 渡辺病院

郵便局
- 新見本町郵便局

金融機関
- 備北信用金庫

一般企業・商店
- ミスタータイヤマン
- ブリヂストンタイヤセンター西日本
- 中国スズキ販売
- エディオン
- カツマル醤油醸造
- 林醤油
- 岡山県貨物
- さくらメディカルサービス
- ヨコハマタイヤ
- コーヒーバザールロフト
- 山陽放送新見放送局
- 新見商店街

神社仏閣・その他宗教施設
- 養源寺
- 安養寺
- 医王寺
- 吉祥寺
- 西来寺
- 雲居寺
- 宝福寺
- 泉福寺
- 真福寺
- 木山神社
- 船川八幡宮
- 天理教新見布教所
- 天理教阿哲教会
- 天理教新見教会
- 金光教新見教会
- 出雲大社教新見教会

公園・史跡
- 城山公園
- 新見陣屋跡

その他の施設
- 新見民主商工会
- 新見市柔道連盟城山道場

## 交通
道路
- 国道180号
- 岡山県道32号

旧街道
- 新見往来